# Kiewer Zoo
Koordinaten: 50° 27′ 15″ N, 30° 27′ 46″ O
Der Kiewer Zoo (ukrainisch Київський Зоопарк/ Kyjiwskyj Soopark) ist der einzige Zoologische Garten der ukrainischen Hauptstadt Kiew und ein Zoo von nationaler Bedeutung.

## Lage und Geschichte
Der am 21. März 1909 gegründete Zoo war mit einer Fläche von 34,22 Hektar zeitweilig der flächenmäßig größte Zoo der Sowjetunion.
Der Eingang liegt am Beresteiski-Prospekt Nr. 32 im Kiewer Stadtrajon Schewtschenko unweit des U-Bahnhofs Polytechnisches Institut (Політехнічний інститут) der Metro Kiew.

## Tierbestand
Der Zoo beherbergte am 1. Januar 2014 folgende Anzahl an Tieren und Arten:

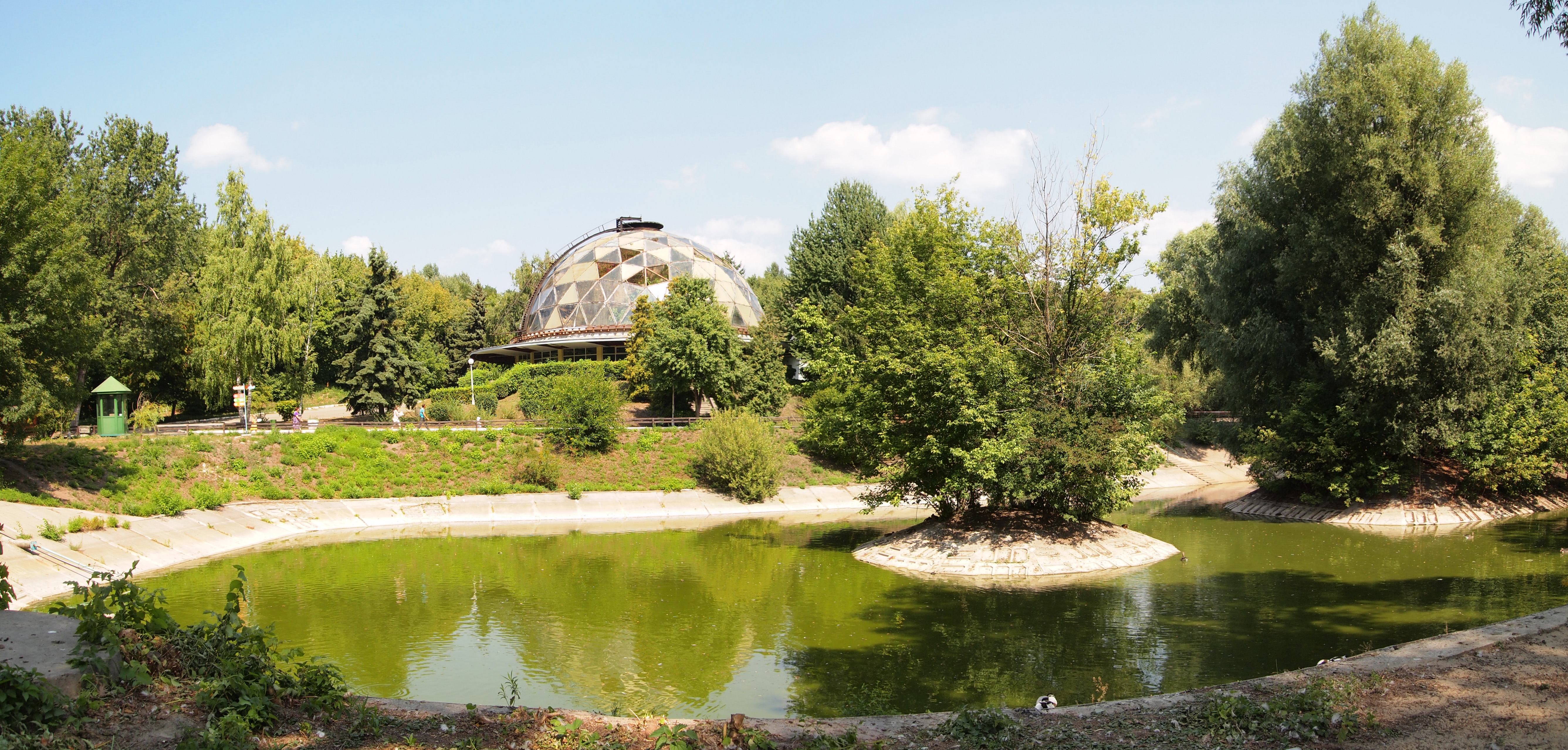
Teich im zoologischen Garten

| Tiergruppe       | Anzahl Tiere | Tierarten |
| ---------------- | ------------ | --------- |
| Wirbellose Tiere | 876          | 59        |
| Fische           | 679          | 45        |
| Amphibien        | 441          | 53        |
| Reptilien        | 200          | 55        |
| Vögel            | 842          | 95        |
| Säugetiere       | 254          | 71        |
| Insgesamt        | 3292         | 399       |

## Galerie

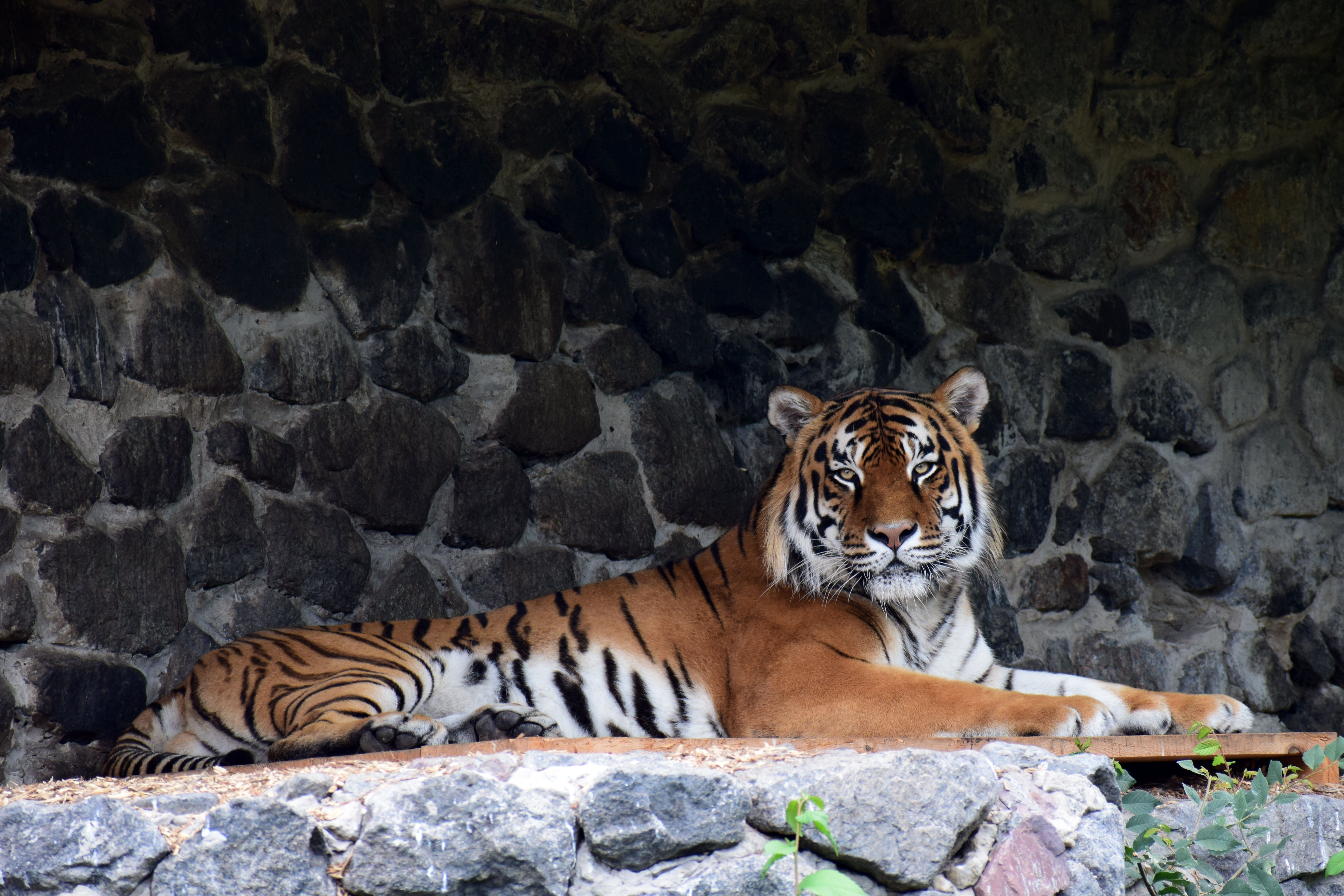
Sibirischer Tiger
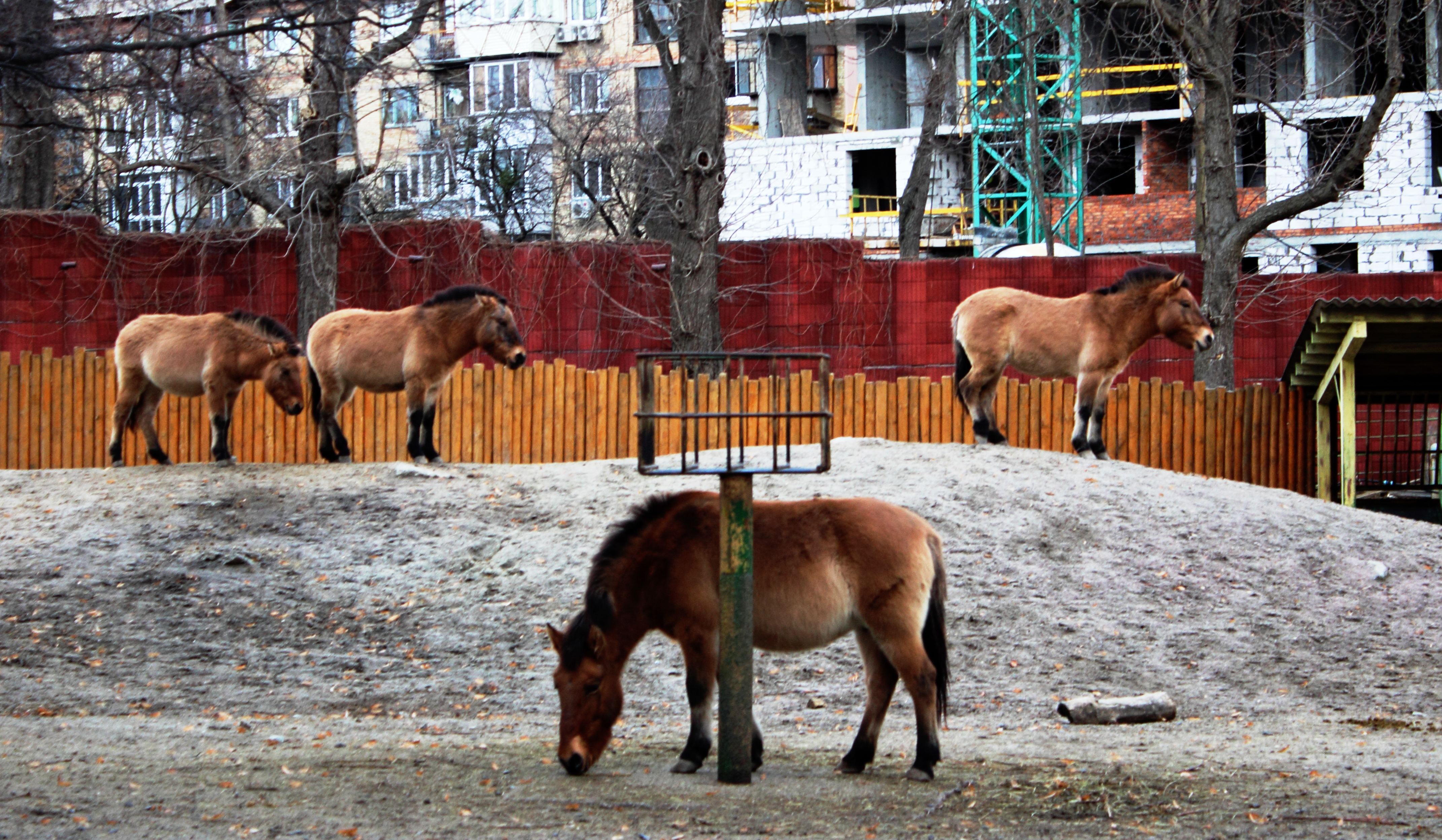
Przewalski-Pferd
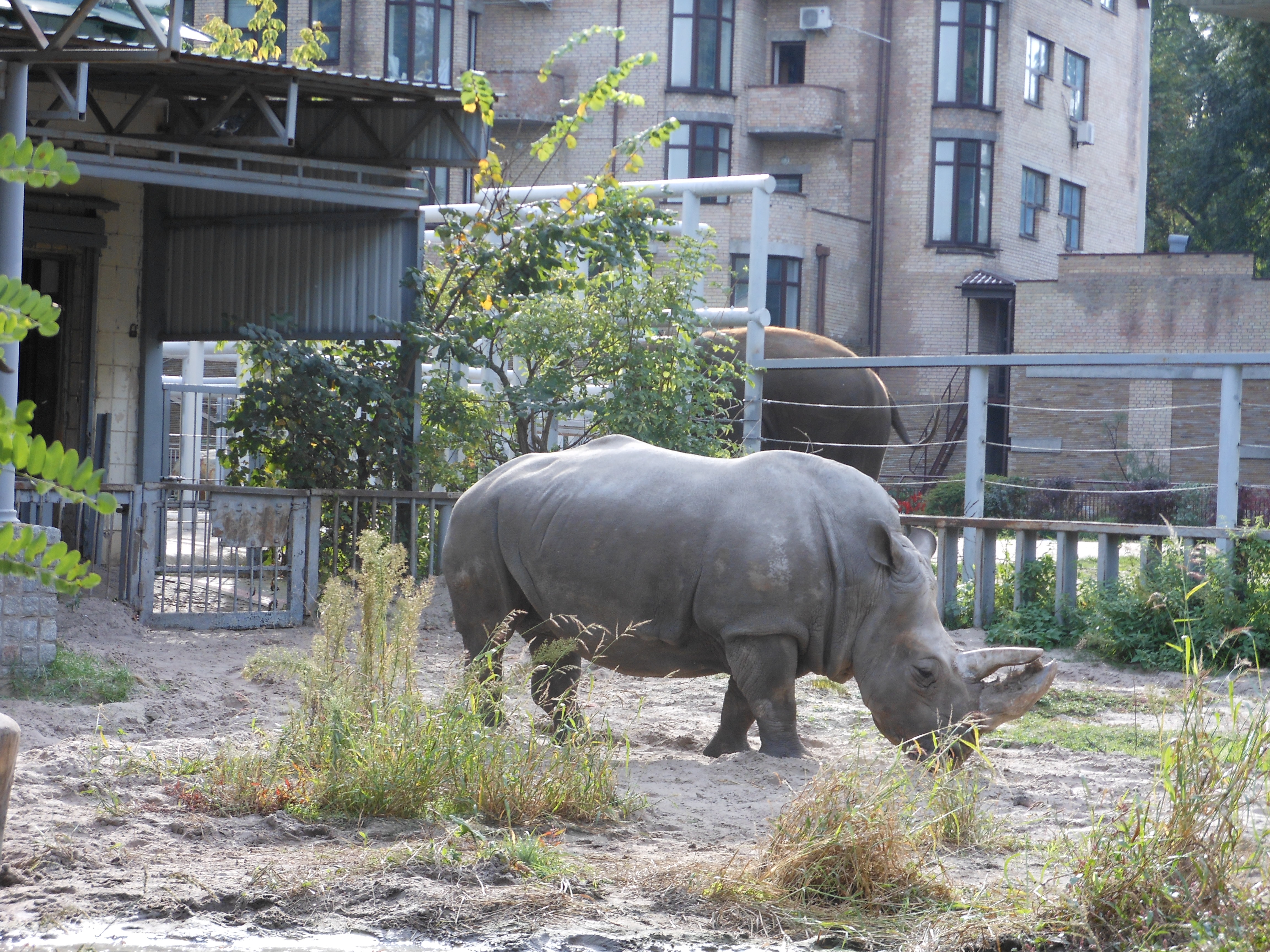
Breitmaulnashorn
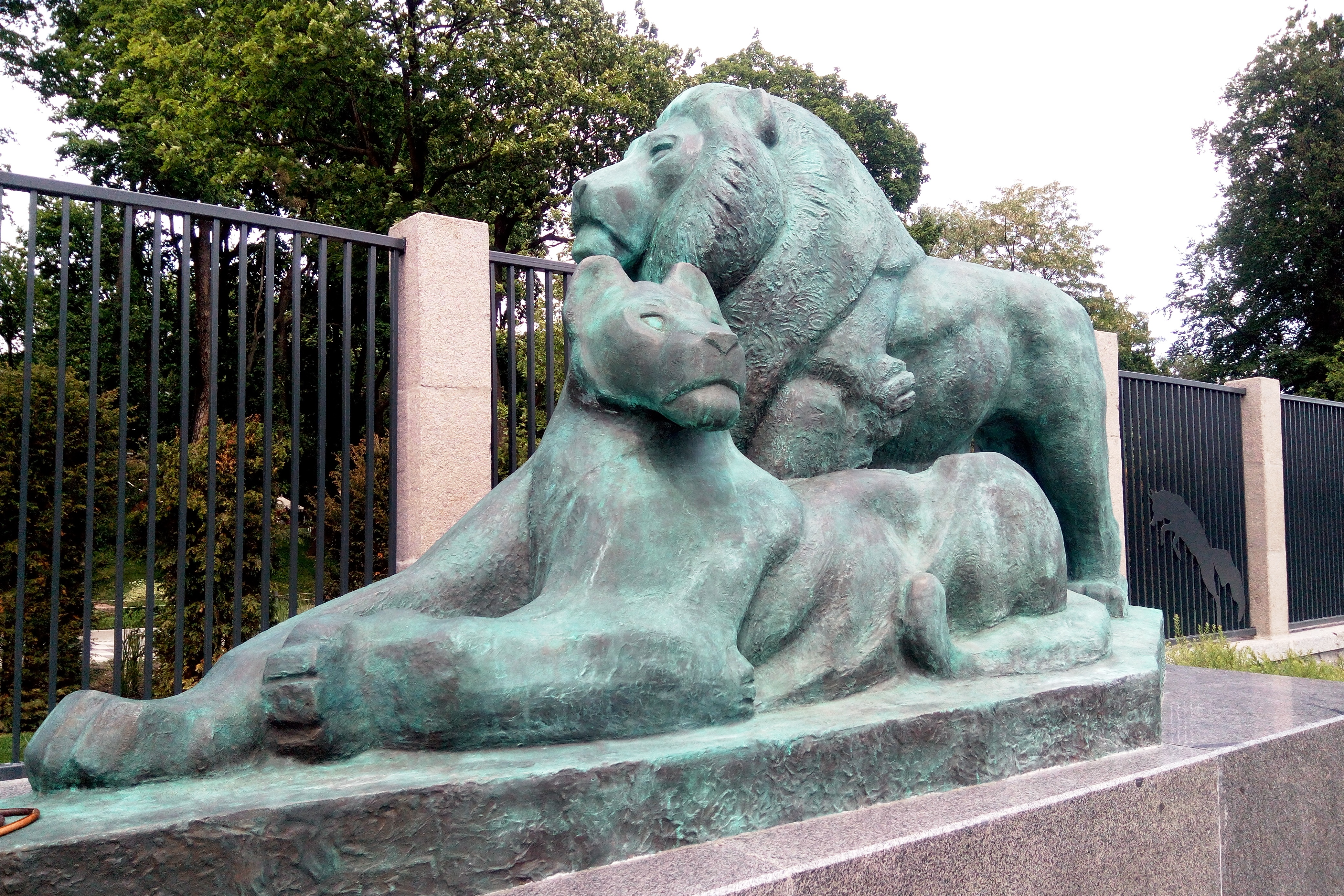
Skulptur Löwe und Löwin
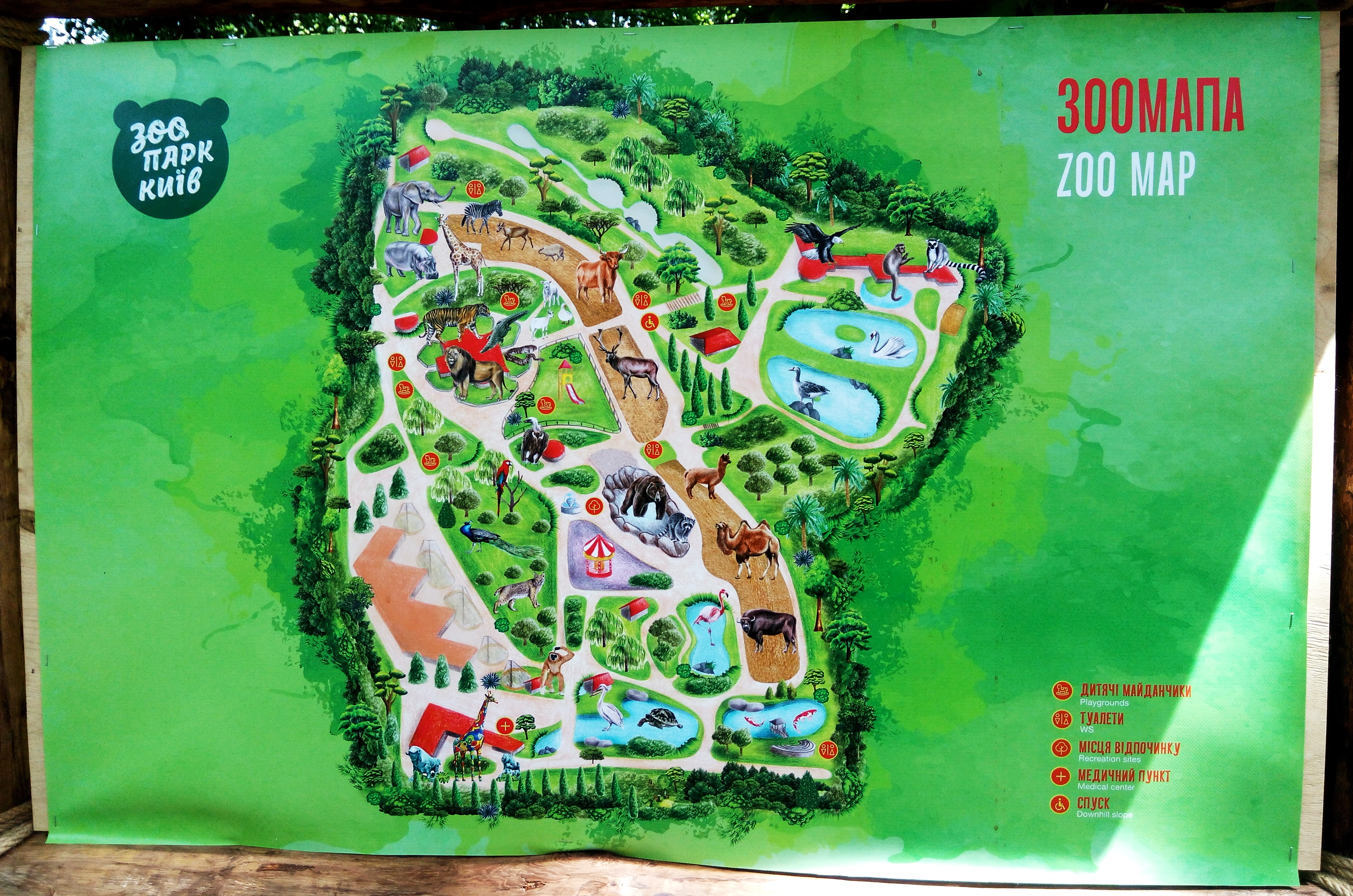
Zooplan
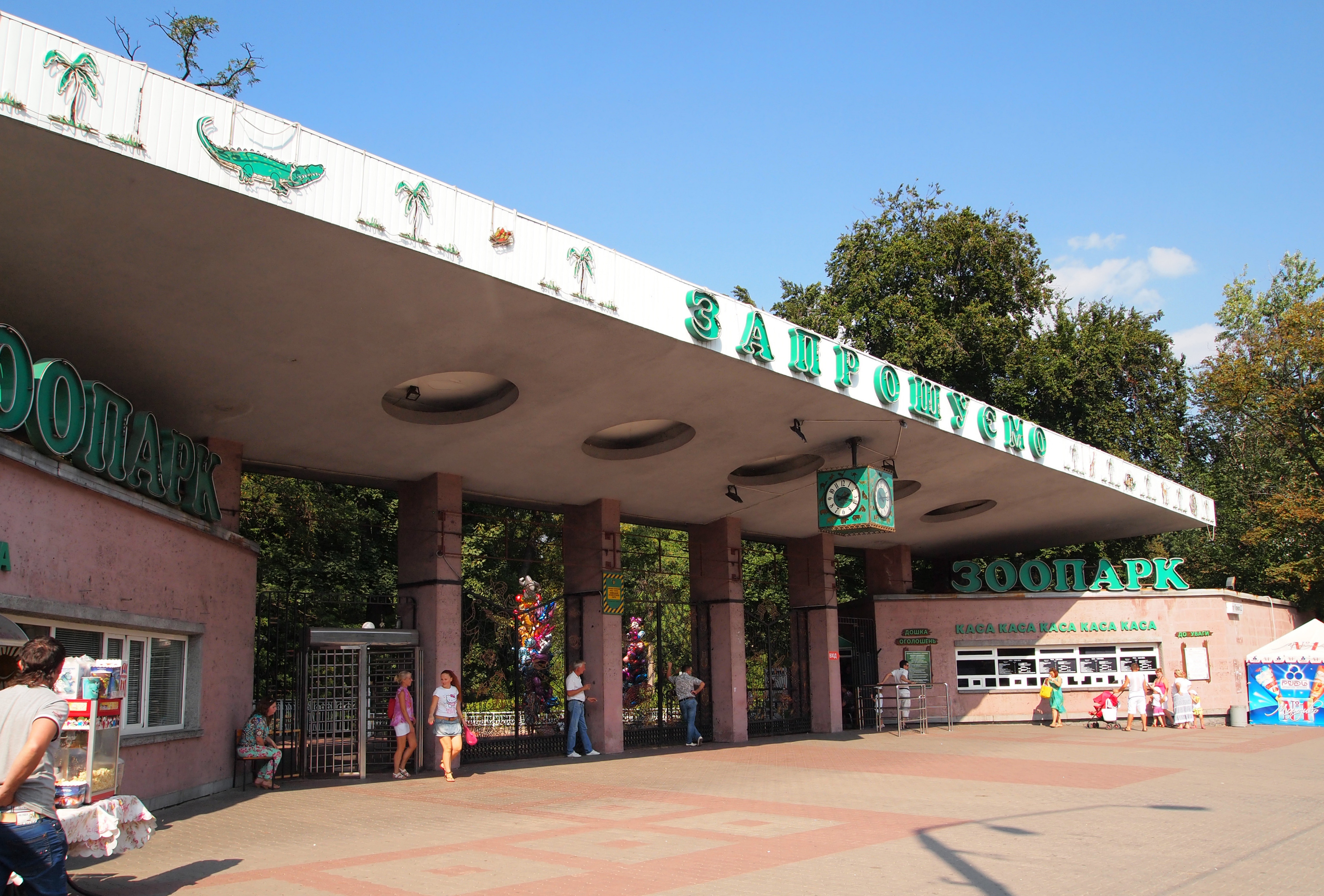
Der Haupteingang des Zoos 1968–2019
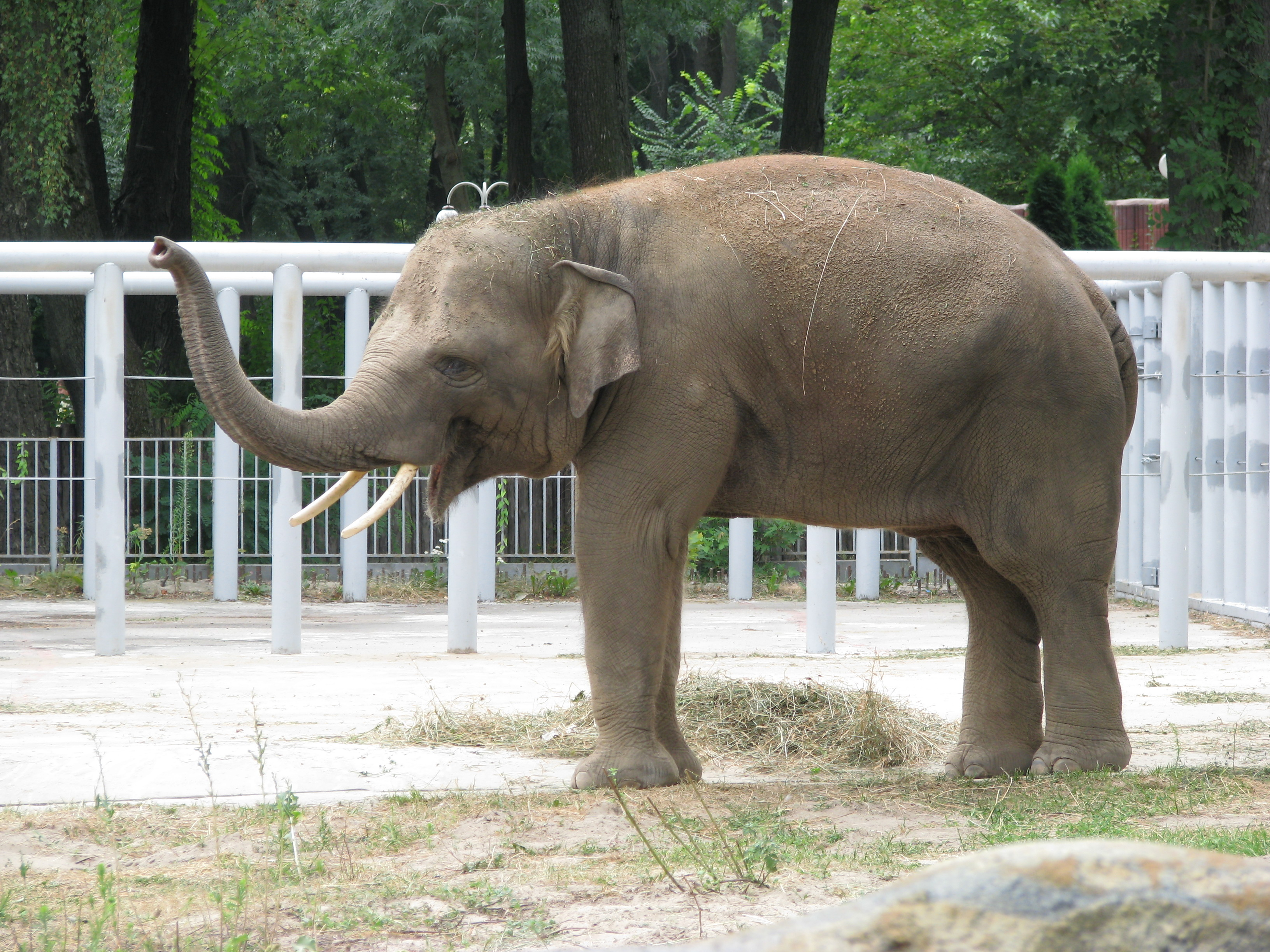
Elefant Horas im Kiewer Zoo